# Bernat Boïl
Bernat Boïl (en catalan ; né entre 1440 et 1445 à Saidí et mort entre 1507 et 1509 à l'Abbaye Saint-Michel de Cuxa) était un religieux et diplomate espagnol.

## Biographie
Il a été secrétaire de l'archevêque de Saragosse Jean d'Aragon et du roi Ferdinand II d'Aragon. Vers 1480, il abandonne la cour, devient ermite à Montserrat et est ordonné prêtre. Au cours de missions diplomatiques en France, il rencontre saint François de Paule, entre dans l'Ordre des Minimes et fonde trois couvents de l'Ordre en Espagne. Sur ordre du roi Ferdinand le Catholique, le père Bernard Boyl accompagne Christophe Colomb lors du second voyage (1493-1496), comme missionnaire et vicaire apostolique, avant de revenir en Espagne l'année suivante à la suite de profonds désaccords avec Colomb. Dans la ville fondée par Christophe Colomb, La Isabela (île de la Hispaniola), c'est Bernat Boïl qui dit la première messe dans "le Nouveau Monde" le 6 janvier 1494. Bernard Boyl sert encore les Rois Catholiques comme ambassadeur à Rome, puis le pape Alexandre VI comme ambassadeur en Sicile. Le roi Ferdinand II d'Aragon obtient vers 1500 que le cardinal Giuliano Della Rovere renonce à l'Abbaye Saint-Michel de Cuxa au profit de Boyl qui en sera l'abbé commendataire jusqu'à sa mort.

## Monuments en rapport avec lui
À Barcelone, au monument Montserrat, la vénération de la vierge noire (La Moreneta) (la petite noire en catalan) s'est propagée dans toute l'Amérique latine à travers le moine Bernat Boil qui accompagna Christophe Colomb dans le nouveau monde.

## Œuvres
- (la) Espitulae ad Arnaldum Cossum.
- Traduction en castillan (espagnol) de "De religione seu de ordinatione animae", de l'abbé Isaac (Isaac de Ninive), Saragosse?, 1489.

## Distinctions
Une école de Barcelone, le "Colegio Público Bernat de Boil" a été nommée en son hommage.

## Sources
- (es) Boyl, Bernardo sur enciclopedia-aragonesa.com